# Muranga (distrikt)

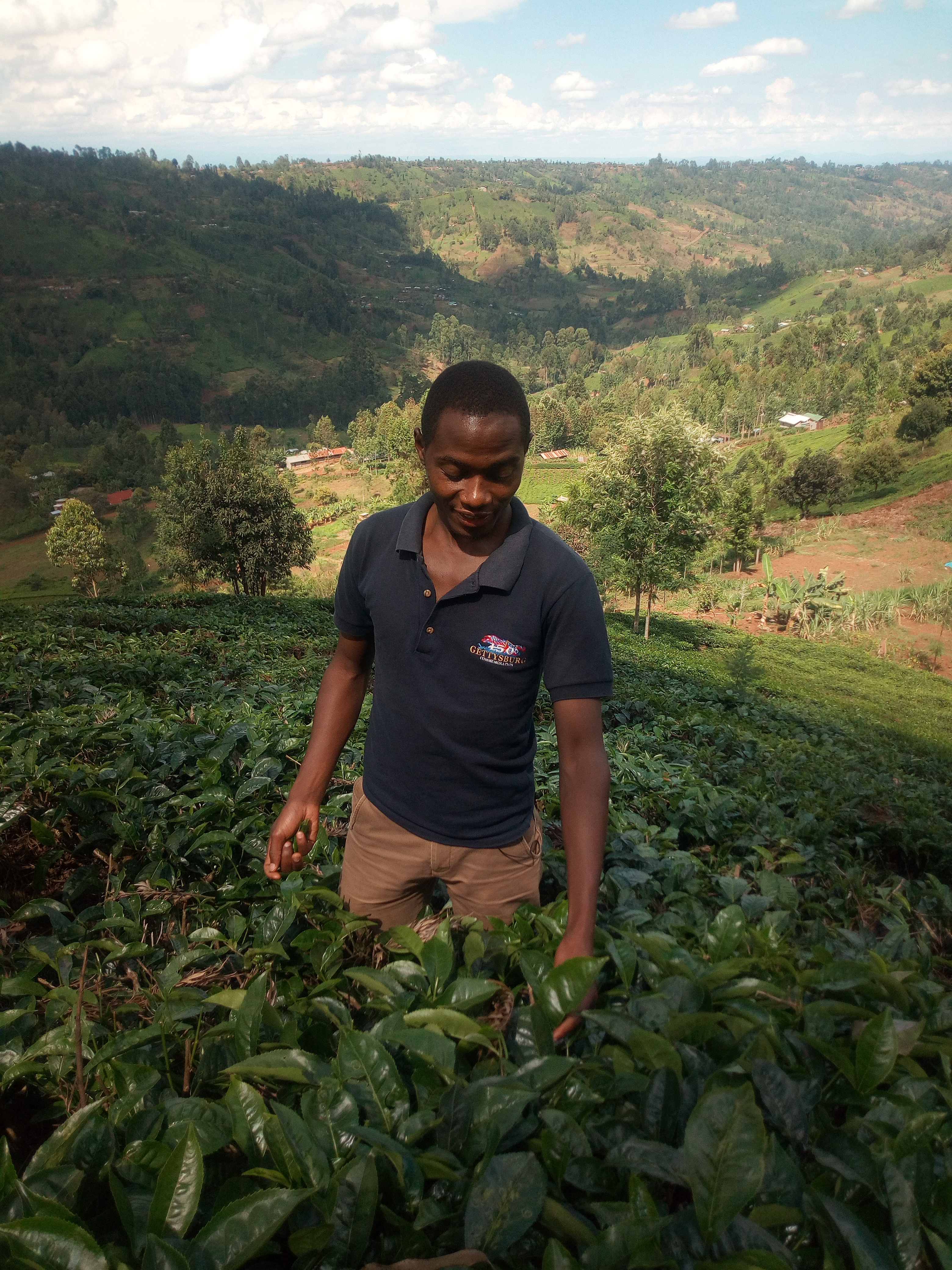
Muranga

Muranga är ett av Kenyas 71 administrativa distrikt, och ligger i provinsen Kustprovinsen. År 1999 hade distriktet 348 304 invånare. Huvudorten är Muranga.